# Niaqornat
Niaqornat, Niakornat – osada na północno-zachodnim wybrzeżu Grenlandii, w gminie Qaasuitsup. Znajduje się na krańcu półwyspu Nuussuaq. W Niaqornat znajduje się heliport będący środkiem komunikacji z innymi miejscowościami na Grenlandii.
Według danych oficjalnych liczba mieszkańców w roku 2011 wynosiła 58 osób.